# Peyman Shirzadi
Peyman Shirzadi (tiếng Ba Tư: پیمان شیرزادی, sinh ngày 25 tháng 8 năm 1988 ở Tehran, Iran) là một hậu vệ bóng đá người Iran hiện tại thi đấu cho câu lạc bộ Iran Foolad ở Persian Gulf Pro League.

## Sự nghiệp câu lạc bộ
Shirzadi ký hợp đồng chuyên nghiệp đầu tiên năm 2015 và từng thi đấu cho Esteghlal Khuzestan.
| Thành tích câu lạc bộ | Thành tích câu lạc bộ | Thành tích câu lạc bộ   | Giải vô địch | Giải vô địch | Cúp       | Cúp       | Châu lục | Châu lục  | Tổng cộng | Tổng cộng |
| Mùa giải              | Câu lạc bộ            | Giải vô địch            | Số trận      | Bàn thắng    | Số trận   | Bàn thắng | Số trận  | Bàn thắng | Số trận   | Bàn thắng |
| Iran                  | Iran                  | Iran                    | Giải vô địch | Giải vô địch | Cúp Hazfi | Cúp Hazfi | Châu Á   | Châu Á    | Tổng cộng | Tổng cộng |
| --------------------- | --------------------- | ----------------------- | ------------ | ------------ | --------- | --------- | -------- | --------- | --------- | --------- |
| 2015–16               | Esteghlal Khuzestan   | Persian Gulf Pro League | 16           | 1            | 2         | 0         | -        | -         | 18        | 1         |
| 2016–17               | Esteghlal Khuzestan   | Persian Gulf Pro League | 25           | 1            | 1         | 0         | 8        | 0         | 34        | 1         |
| Tổng cộng sự nghiệp   | Tổng cộng sự nghiệp   | Tổng cộng sự nghiệp     | 41           | 2            | 3         | 0         | 8        | 0         | 52        | 2         |

## Danh hiệu

### Câu lạc bộ
Esteghlal Khuzestan
- Persian Gulf Pro League (1): 2015–16[3]